# 세인트메리카욘구

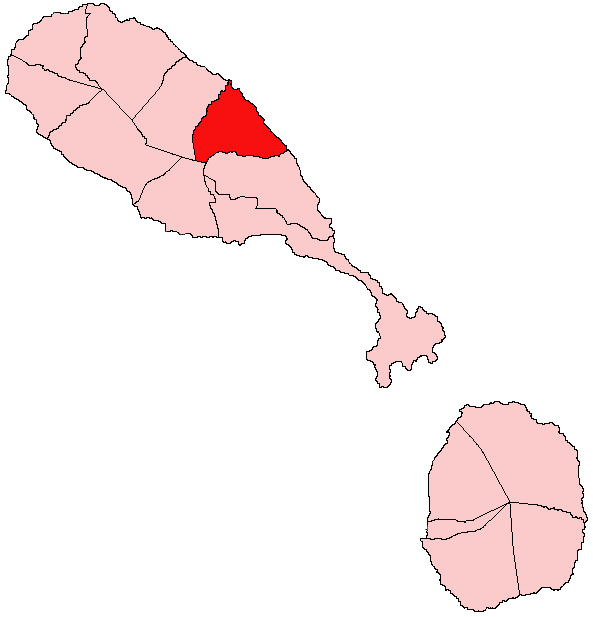
세인트메리카욘구의 위치

세인트메리카욘구(영어: Saint Mary Cayon Parish)는 세인트키츠 네비스의 구로 행정 중심지는 카욘이며 면적은 15km2, 인구는 3,374명(2001년 기준), 인구 밀도는 224.93명/km2이다. 세인트키츠섬 동부에 위치한다.